# Fuero de Zaragoza
El Fuero de Infanzones, también denominado Fuero de Zaragoza fue concedido por Alfonso I en 1119 para repoblar el Valle del Ebro tras ser reconquistada esta ciudad en diciembre de 1118 por el mismo rey de Aragón.

## Antecedentes
Este fuero recibe este nombre ya que recoge el Derecho privilegiado de los infanzones, los cuales eran un estatus nobiliario inferior a los nobles del antiguo Reino de Aragón. Los infanzones eran los ricos hombres, barones y condes que se consideraban iguales al propio rey. Eran descendientes, en su gran mayoría, de los primeros reconquistadores que poblaron las montañas pirenaicas de Jaca, donde se refugiaron ante el avance musulmán. Los infanzones estaban formados así por una pequeña nobleza que no obedecía a los grandes señores sino que dependían directamente del rey y que tenía sus propios estatutos y prerrogativas especiales, individuales o diferentes en cada ciudad o comarca según las concesiones particulares del rey de Aragón. 

## Historia
Alfonso I de Aragón, llamado el Batallador, toma la ciudad de Zaragoza en diciembre de 1118. Para conseguir su repoblación dicta un privilegio donde otorga los fueros de los infanzones de Aragón a los habitantes de ella. En el documento se menciona el año 1153 aunque se considera una errata ya que el privilegio se otorga en enero después de la toma de la ciudad.
Este fuero se va a extender a otras ciudades, tales como:
- Barbastro, la hizo ciudad Pedro I de Aragón al reconquistarla definitivamente en octubre de 1100.[2] Adjudicó fuero de infanzones a cuantos viniesen a poblarla.

- Tarazona, la antigua Turiaso romana, se rindió al Batallador el 6 de abril de 1119. Este mismo rey, Alfonso I concedió a sus pobladores el fuero de Zaragoza, otorgándoles la jerarquía ciudadana.

- Belchite fue otra de las ciudades del Valle del Ebro a la que le fue otorgada este fuero.[3]

- Tamarite recibió Carta Puebla en 1169 con el fuero de Zaragoza.[4][5]

## Privilegio de los veinte
En 1129 Alfonso I otorga a la ciudad de Zaragoza el privilegio de ejercer por su cuenta el derecho de tomar represalias por su cuenta ante agravios sufridos por la ciudad o sus ciudadanos, incluso sin participación de la justicia regia. Dado que como parte de la administración de la ciudad, esta elegía a sus "veinte mejores hombres" como autoridades, se ha venido a llamar a esta concesión como privilegio de los veinte. Dado su carácter extremo, aunque se considera parte de los fueros de Zaragoza no se considera parte de los fueros de otras ciudades acogidos a los fueros de infanzones o zaragozanos.